# Le Miracle du saint inconnu
Pour plus de détails, voir Fiche technique et Distribution.
Le Miracle du saint inconnu est un film marocain réalisé en 2019 par Alaa Eddine Aljem avec, notamment, les acteurs Younes Bouab et Salah Bensalah. Il est présenté à la semaine de la critique lors du Festival de Cannes 2019,.

## Synopsis
Un voleur en voiture est poursuivi par la police dans le désert marocain où il cache en toute hâte son sac d’argent au sommet d’une colline juste avant d’être arrêté. 
Libéré après des années de prison il y revient avec ses complices. Mais un « Mausolée du saint inconnu » a été construit au sommet de la colline qui cache son trésor enfoui. De jour le mausolée est devenu un lieu de culte guérisseur des villageois proches et un gardien veille ensuite la nuit avec son chien sur le mausolée pour qu’il ne soit pas dévalisé. Le voleur et un principal complice s’installent au village pour récupérer leur butin caché. 
Plein d'événements imprévus font qu’ils n’y arrivent pas. Après les prières d’un groupe de villageois la pluie tombe enfin. Après que les voleurs aient finalement fait sauter le mausolée, « Le Miracle du saint inconnu » se produit qui fait la joie et la richesse du village isolé dans la poussière et les rochers.

## Fiche technique
- Titre en anglais : The Unknown Saint
- Titre en français : Le Miracle du saint inconnu[4]
- Réalisation : Alaa Eddine Aljem
- Scénario : Alaa Eddine Aljem
- Musique : Amine Bouhafa
- Photographie : Amine Berrada
- Montage : Lilian Corbeille
- Son : Yassine Belouquid, Paul Jousselin, Matthieu Deniau
- Décors : Kaoutar Haddioui
- Production : Francesca Duca, Alexa Rivero
- Sociétés de production : Le Moindre geste, en coproduction avec Altamar Films
- Société de distribution : Condor Distribution
- Pays d'origine :  Maroc
- Genre : comédie
- Langue originale : arabe
- Format : couleurs - 1,85:1
- Durée : 100 minutes (1 h 40)
- Dates de sortie :
  - France : 15 mai 2019 (Festival de Cannes) ; 1er janvier 2020 (sortie nationale)

## Distribution
- Younes Bouab : le voleur
- Salah Bensalah : le cerveau
- Bouchaib Essamak : Hassan
- Mohamed Naimane : Brahim
- Anas El Baz : le docteur
- Hassan Ben Badida : l'infirmier
- Abdelghani Kitab : Aziz le gardien
- Ahmed Yarziz : le coiffeur
- Rachid Ali Eladouani: le barbu

## Distinction
En mai 2019, le film est en compétition lors de la 58e Semaine de la critique, ainsi que pour la Caméra d'Or du Festival de Cannes 2019.